# Вимислув-Француський
Вимислув-Француський (пол. Wymysłów Francuski) — село в Польщі, у гміні Добронь Паб'яницького повіту Лодзинського воєводства.
Населення — 86 осіб (2011).
У 1975-1998 роках село належало до Серадзького воєводства.

## Демографія
Демографічна структура станом на 31 березня 2011 року:
|          | Загалом | Допрацездатний вік | Працездатний вік | Постпрацездатний вік |
| -------- | ------- | ------------------ | ---------------- | -------------------- |
| Чоловіки | 46      | 10                 | 29               | 7                    |
| Жінки    | 40      | 6                  | 24               | 10                   |
| Разом    | 86      | 16                 | 53               | 17                   |